# Jean-François Flamand
Jean-François Flamand, né le 21 juin 1766 à Besançon (Doubs), mort le 10 décembre 1838 à Versailles (Yvelines), est un général français de la Révolution et de l’Empire.

## États de service
Il entre en service comme soldat au Régiment des Gardes françaises le 16 avril 1785, et il est licencié avec ce corps le 30 août 1789. Le 1er septembre suivant, il passe dans la garde parisienne, il est congédié le 1er janvier 1792.
Le 22 février 1792, il entre dans la garde conventionnelle de Louis XVI, il y reçoit son congé le 30 mai suivant. Il entre dans les grenadiers-gendarmes le 15 septembre 1792, qui deviennent grenadiers de la garde près de la représentation nationale, et par la suite garde consulaire et garde impériale. Il fait les campagnes de 1793 à l’an II, à l’armée de l’Ouest, sous les généraux Biron et Chalbos. Il est blessé à l’affaire de Laval le 22 octobre 1793, d’un coup de feu à l’épaule droite. Il passe sergent le 31 juillet 1795, et sergent-major le 29 novembre 1796. Il est nommé adjudant sous-lieutenant le 10 décembre 1799, et passe en cette qualité dans les grenadiers à pied de la garde des consuls le 3 janvier 1800. Il participe à la bataille de Marengo le 14 juin 1800.
Le 2 décembre 1800, il est nommé lieutenant en premier, et capitaine adjudant-major le 9 décembre 1801. Il est fait chevalier de la Légion d’honneur le 14 juin 1804, il est affecté au camp de Boulogne et sert avec distinction en Autriche et en Prusse. Il est nommé officier de la Légion d’honneur le 14 mars 1806, et il est promu chef de bataillon le 20 octobre 1806 dans le 1er régiment de grenadiers à pied de la garde, avec lequel, il fait les campagnes d’Eylau et de Friedland.
En 1808, il rejoint l’armée d’Espagne, et le 11 avril 1809, il est incorporé au 1er régiment de tirailleurs de la garde. Il est nommé colonel-major le 29 mai 1809 au 2e régiment de tirailleurs-grenadiers de la garde impériale, il combat à Wagram les 5 et 6 juillet 1809. Il est créé baron de l’Empire le 23 octobre 1811. 
Début 1812, il rejoint la Grande Armée, et il participe à la campagne de Russie. Il rejoint le Régiment des fusiliers-grenadiers de la Garde impériale le 13 avril 1813, et il est élevé au grade de commandeur de la Légion d’honneur le 3 juin 1813. Il est promu général de brigade et adjudant-général de la garde au corps des grenadiers à pied le 14 septembre 1813. Il reçoit la croix de chevalier de l’ordre de la couronne de fer le 22 janvier 1814. Il est blessé le 1er février 1814 d’un coup de feu à la cheville gauche au combat de Durn, près d’Anvers. 
Le 25 juillet 1814, le roi Louis XVIII le fait chevalier de Saint-Louis. Pendant les Cent-Jours, il est nommé commandant du département des Deux-Sèvres, puis le 3 mai 1815, il prend le commandement supérieur de Douai, qu’il place en état de défense. Après les désastres du 18 juin, des parlementaires se présentent pour en obtenir la remise au nom du roi, il refuse d’entrer en communication avec eux et n’ouvre ses portes au comte d’Olonne que le 13 juillet 1815, sur un ordre spécial écrit de la main de Louis XVIII, qui approuve sa conduite ferme et prudente.
Il est admis à la retraite le 9 avril 1816. Le 1er mars 1831, il est désigné pour faire partie du cadre de réserve de l’état-major général, mais son grand âge et sa blessure qui s’était rouverte, ne lui permettent pas d’accepter. Il meurt le 10 décembre 1838, à Versailles.

## Hommages

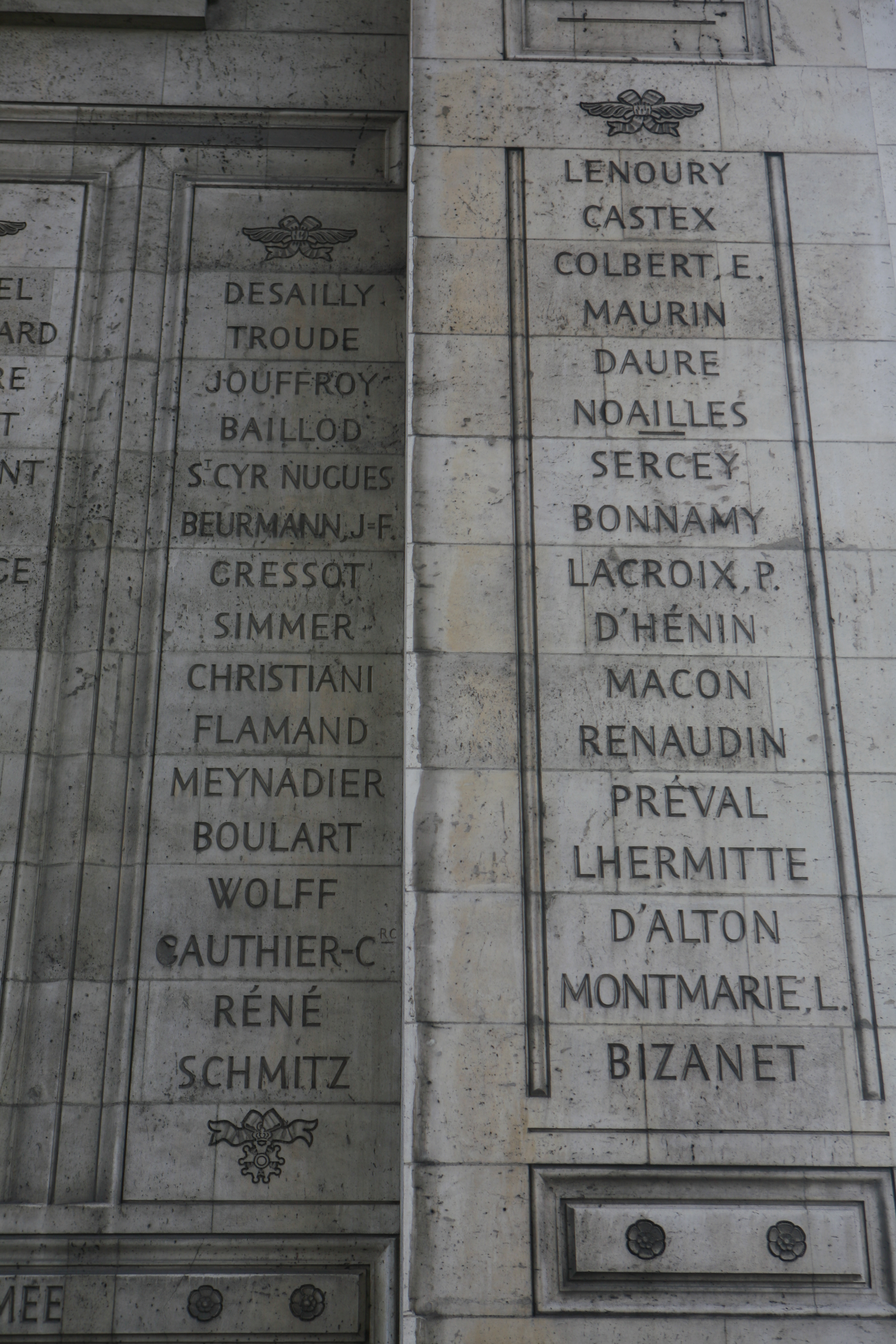
Noms gravés sous l'arc de triomphe de l'Étoile : pilier Ouest, 39e et.

Son nom est inscrit sur le côté Ouest de l'arc de triomphe de l'Étoile, 39e colonne.

## Sources
- (en) « Generals Who Served in the French Army during the Period 1789 - 1814: Eberle to Exelmans »
- Thierry Pouliquen, « Les généraux français et étrangers ayant servis [sic] dans la Grande Armée » (consulté le 2 novembre 2013)
- « Cote LH/978/55 », base Léonore, ministère français de la Culture
- Baptiste-Pierre Jullien de Courcelles, Dictionnaire historique et biographique des généraux français : depuis le onzième siècle jusqu'en 1822, vol.6, l’Auteur, 1822, 500 p. (lire en ligne), p. 166.
- A. Lievyns, Jean Maurice Verdot, Pierre Bégat, Fastes de la Légion-d'honneur, biographie de tous les décorés accompagnée de l'histoire législative et réglementaire de l'ordre, Bureau de l’administration, 1844, 575 p. (lire en ligne), p. 275.